# Stanisław Karpiński (lotnik)
Stanisław Karpiński (ur. 17 grudnia 1891 w Piotrkowie Trybunalskim, zm. 30 stycznia 1982 w Los Angeles) – generał brygady pilot Wojska Polskiego.

## Życiorys
Stanisław Karpiński urodził się 17 grudnia 1891 w Piotrkowie, w ówczesnej guberni piotrkowskiej Królestwa Polskiego, w rodzinie Józefa, urzędnika państwowego, i Julii z Żebeków-Wiśniewskich. Miał pięciu braci, m.in. przyrodnika Jana Karpińskiego. W roku szkolnym 1904–1905 uczęszczał do Gimnazjum Miejskiego w rodzinnym Piotrkowie. W 1905 roku wziął udział w strajku szkolnym za co był aresztowany.

### Służba wojskowa
1 grudnia 1913 roku został wcielony do Armii Imperium Rosyjskiego i przydzielony do 15 Brygady Artylerii w Odessie, która wchodziła w skład 15 Dywizji Piechoty. Od 1 sierpnia 1914 roku razem z brygadą walczył na froncie.
Na skutek swoich starań, został skierowany do szkoły pilotów w Odessie, którą ukończył w 1915. Walczył następnie w rosyjskich eskadrach frontowych. W 1917 zgłosił się do organizowanego w Odessie Polskiego Oddziału Awiacyjnego. Po jego rozwiązaniu, w 1918 przedostał się do Warszawy i wstąpił w stopniu podporucznika do nowo organizowanego lotnictwa polskiego. Uczestniczył w rozbrajaniu żołnierzy niemieckich i zajęciu lotniska mokotowskiego. Współdziałał w organizowaniu lotnictwa polskiego, awansując do stopnia kapitana.
Był inicjatorem powstania w 1923 przedsiębiorstwa Aero-Film, mające na celu „filmową propagandę lotnictwa polskiego”, oraz scenarzystą wyprodukowanego przez tę firmę pierwszego polskiego filmu lotniczego pt. Skrzydlaty zwycięzca z 1924.
W latach 1933–1936 był dowódcą dywizjonu liniowego w 3 pułku lotniczym w Poznaniu. W latach 1936–1937 był słuchaczem I kursu Wyższej Szkoły Lotniczej przy Wyższej Szkole Wojennej w Warszawie. Po ukończeniu kursu wyznaczony został na stanowisko szefa Wydziału Ogólnego Sztabu Lotniczego w Sztabie Głównym. Był najbliższym współpracownikiem szefa Sztabu Lotnictwa, gen. bryg. obs. Stanisława Ujejskiego.
W chwili wybuchu II wojny światowej w 1939, zajmował stanowisko zastępcy szefa Sztabu Lotniczego Sztabu Głównego, w stopniu podpułkownika. Podczas kampanii wrześniowej pełnił funkcje w sztabie Naczelnego Dowódcy Lotnictwa, gen. Józefa Zająca. Wraz ze sztabem ewakuował się do Rumunii, następnie w październiku 1939 do Francji. Został tam przez Naczelnego Wodza mianowany szefem sztabu Dowództwa Polskich Sił Powietrznych i zajął się organizowaniem lotnictwa polskiego we Francji. Awansowany w maju 1940 do stopnia pułkownika, przedostał się po upadku Francji do Wielkiej Brytanii, gdzie w dalszym ciągu uczestniczył w organizowaniu lotnictwa polskiego, między innymi w opracowaniu polsko-brytyjskiej umowy lotniczej. Otrzymał numer służbowy RAF P-1378. Od 21 stycznia 1941 do 1 maja 1942 był pierwszym oficerem łącznikowym w sztabie lotnictwa bombowego RAF Bomber Command – faktycznym dowódcą polskiego lotnictwa bombowego. W maju 1942 został mianowany zastępcą Inspektora Polskich Sił Powietrznych, w brytyjskim stopniu funkcyjnym Air Commodore, odpowiadającym generałowi brygady. Po zmianach organizacyjnych w kwietniu 1944, został zastępcą dowódcy Polskich Sił Powietrznych. 1 stycznia 1946 roku został awansowany na generała brygady w korpusie generałów.
Po zakończeniu wojny, w kwietniu 1947, został dowódcą istniejących jeszcze Polskich Sił Powietrznych w Wielkiej Brytanii. W związku ze stopniową likwidacją polskiego lotnictwa, zajmował również stanowisko Generalnego Inspektora Polskiego Lotniczego Korpusu Przysposobienia i Rozmieszczenia przy RAF. Stanowiska te zajmował do rozwiązania Polskich Sił Powietrznych jesienią 1949. Pozostał następnie na emigracji w Londynie. W latach 1950–1954 był prezesem Stowarzyszenia Lotników Polskich w Wielkiej Brytanii, a od 1951 był przez trzy kadencje członkiem emigracyjnej Rady Narodowej RP (od 1954 pod nazwą Rada Rzeczypospolitej Polskiej). Z uwagi na stan zdrowia w 1958 roku osiedlił się w Los Angeles w Kalifornii w USA wraz z żoną – lotniczką Stefanią Wojtulanis. Zmarł 30 stycznia 1982 roku w Los Angeles.

### Dokonania sportowe

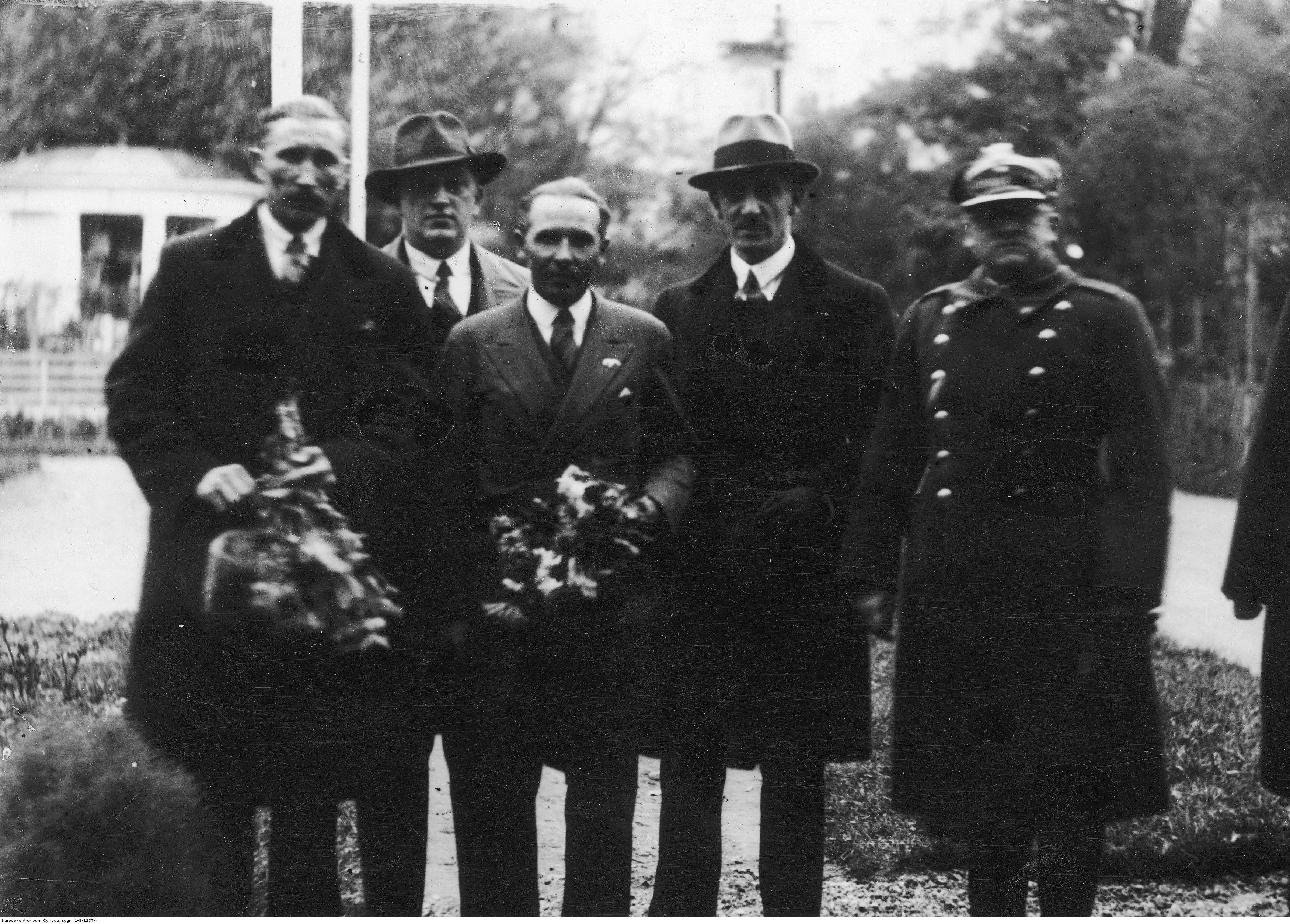
Stanisław Karpiński (2. z lewej) i Wiktor Rogalski po rajdzie nad Azją Mniejszą

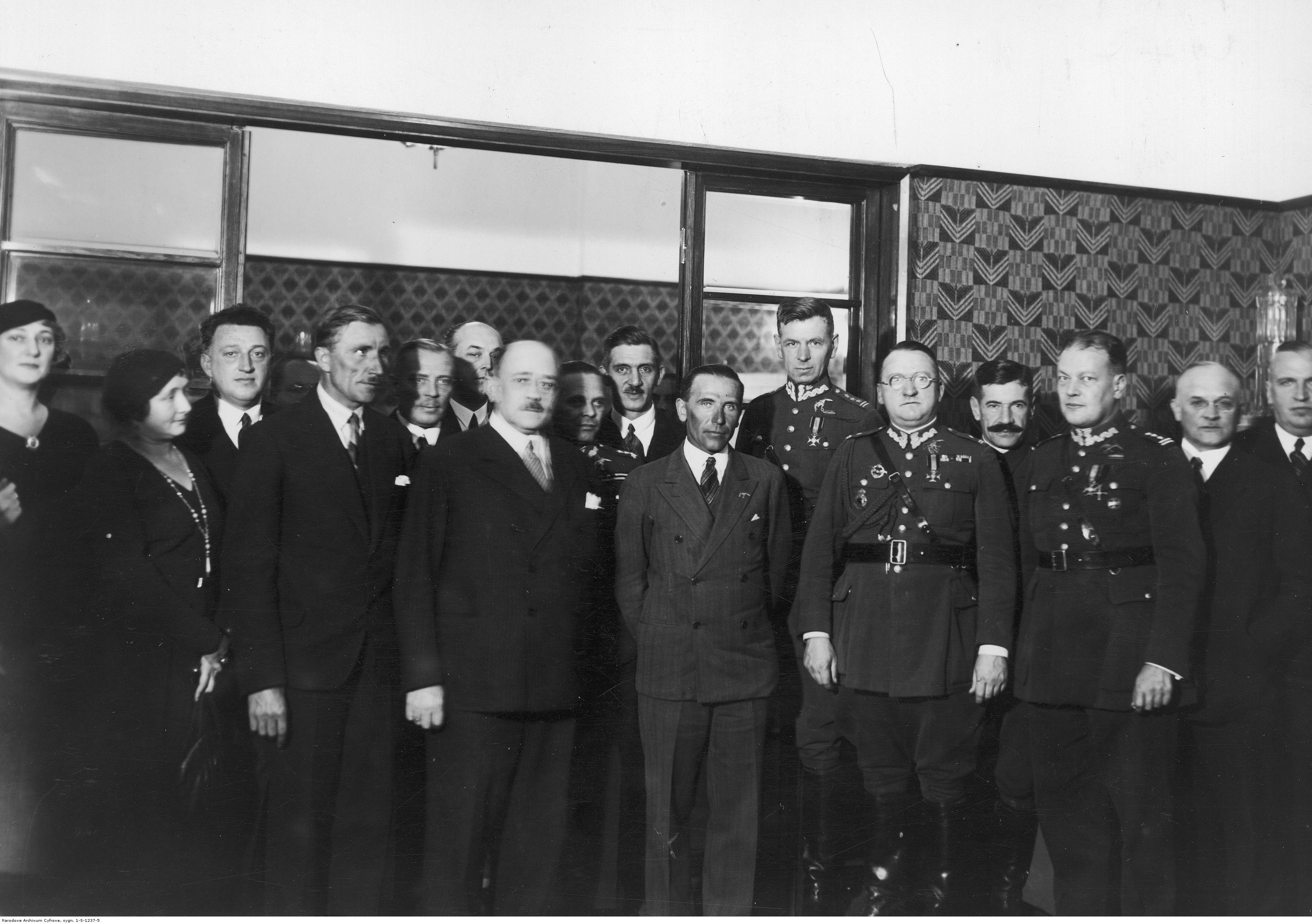
Rajd lotniczy St. Karpińskiego i W. Rogalskiego nad Azją Mniejszą – uroczystość w Aeroklubie Warszawskim

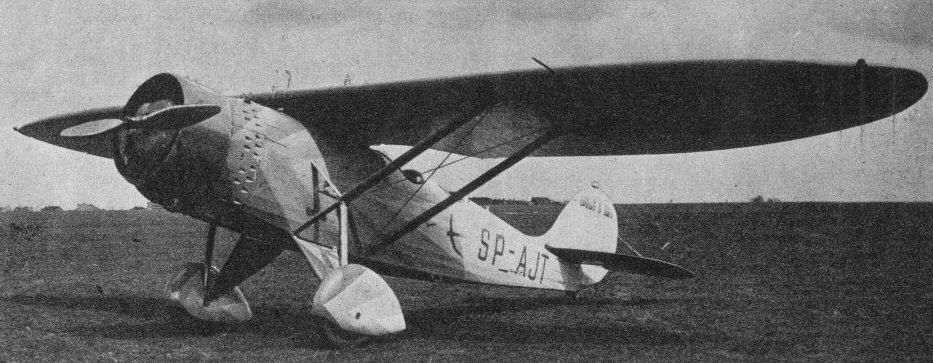
Lublin R.XIII Dr "Błękitny Ptak"

Pasją Karpińskiego stały się rajdy lotnicze. 2 lipca 1931 odbył na rajdowej wersji samolotu łącznikowego Lublin R.Xa lot z pasażerem wokół Polski bez międzylądowań, na trasie Warszawa–Poznań–Kraków–Lwów–Białystok–Warszawa, długości 1650 km, w czasie 12 godzin 15 minut. Od 23 września do 7 października 1931, na samolocie R.Xa odbył rajd dokoła Europy, na trasie Warszawa–Bukareszt–Stambuł–Rzym–Turyn–Londyn–Warszawa, długości 6450 km (czas lotu 49 godzin 5 min).
Od 2 do 24 października 1932 odbył na zmodyfikowanej rajdowej wersji samolotu R.Xa bis "Srebrny Ptak" rajd na trasie (m.in.) Warszawa–Stambuł–Bagdad–Teheran–Kabul–Bagdad–Kair–Jerozolima–Stambuł–Warszawa, długości 14 930 km (czas lotu 108 godzin 50 min), z mechanikiem Wiktorem Rogalskim.
21 października 1935 podjął próbę przelotu do Australii z Wiktorem Rogalskim, na rajdowej wersji samolotu Lublin R.XIII Dr „Błękitny Ptak”. Przeleciał z Warszawy przez m.in. Stambuł, Bagdad, Karaczi, Kalkutę, Rangun, Bangkok, lecz 10 listopada samolot został uszkodzony przy starcie z grząskiego lotniska Kohlak w Syjamie, po pokonaniu 11 153 km, co zmusiło go do przerwania rajdu. Na 1939 rok Karpiński planował ponowny rajd do Australii, Tasmanii i Nowej Zelandii samolotem RWD-15 bis, lecz start planowany na 15 marca 1939 odłożono z uwagi na zajęcie Czechosłowacji przez Niemcy.

## Awanse
- kapitan – starszeństwo z dniem 1 czerwca 1919
- major – 1 stycznia 1933
- podpułkownik – 19 marca 1937 i 5. lokatą w korpusie oficerów lotnictwa, grupa liniowa[13]
- pułkownik – 3 maja 1940
- generał brygady – 1 stycznia 1946

## Ordery i odznaczenia
- Krzyż Srebrny Orderu Wojennego Virtuti Militari nr 6396
- Krzyż Komandorski Orderu Odrodzenia Polski
- Krzyż Walecznych
- Medal Niepodległości
- Złoty Krzyż Zasługi
- Medal Lotniczy – czterokrotnie[14]
- Order Imperium Brytyjskiego[5]